# Santa Ana (flygplats)
Santa Ana är en flygplats i Bolivia. Den ligger i den norra delen av landet, 600 km norr om huvudstaden Sucre. Santa Ana ligger 143 meter över havet.
Terrängen runt Santa Ana är mycket platt. Trakten runt Santa Ana är nära nog obefolkad, med mindre än två invånare per kvadratkilometer..
Omgivningarna runt Santa Ana är huvudsakligen savann.